# Dave Barrett
Pour les articles homonymes, voir Barrett et David Barrett (homonymie).
David Barrett, O.C., dit Dave Barrett, né le 2 octobre 1930 à Vancouver en Colombie-Britannique et mort le 2 février 2018 à Victoria en Colombie-Britannique, est un homme politique et travailleur social canadien en Colombie-Britannique. Il est le 26e premier ministre de la province pendant trois ans, de 1972 à 1975, le seul premier ministre d'origines juives dans l'histoire de la province.
Barrett est aussi député néo-démocrate des circonscriptions provinciales de Dewdney de 1960 à 1966, de Coquitlam de 1966 à 1975 et de Vancouver East de 1976 à 1984. Il est aussi député fédéral néo-démocrate de la circonscription britanno-colombienne d'Esquimalt—Juan de Fuca de 1988 à 1993.

## Biographie

### Premières années
Né à Vancouver en Colombie-Britannique, Barrett naît d'une mère provenant d'Odessa et de grands-parents paternel d'origines russes,,. Il décrit son père comme un adepte du Fabian socialist et sa mère comme d'une communiste, tous deux votant pour le Parti social-démocrate (CCF),.
Barrett gradue en philosophie de l'université de Seattle. De retour à Vancouver où il se marie en 1953, le couple s'installe ensuite à Saint-Louis dans le Missouri. Il réalise une maîtrise en travail social à l'université de Saint-Louis,.
Le couple revient en Colombie-Britannique avec ses enfants où Barrett trouve un emploi dans le Centre correctionnel Haney en tant qu'officier de formation.

### Carrière politique
Candidat pour l'élection de 1960, il est congédié lorsque son employeur apprend qui se présente à l'élection alors qu'il n'était pas autorisé pour les fonctionnaires de le faire à ce moment.
Il devient connu du public grâce à ses habiletés d'orateur qui lui permet de se faire élire et conserver son poste lors des quatre élections subséquentes. Il se présente lors de la course à la direction néo-démocrate, mais est défait par Thomas R. Berger. Néanmoins, Berger perd l'élection de 1969 qui était considérée acquise aux Néo-démocrates, et démissionne de la chefferie qui revient à Barrett.

### Premier ministre
Parvenant à faire élire son parti face aux Créditistes stagnant de W. A. C. Bennett en 1972, Barrett devient premier ministre le 15 septembre 1972.
Le gouvernement Barrett (en) s'active à réformer le système d'assistance sociale, initie plusieurs réformes pour établir la Labour Relations Board, l'Insurance Corporation of British Columbia (ICBC) pour l'assurance automobile et l'Agricultural Land Reserve (en). L'ensemble de ses mesures sont maintenues par les gouvernements créditistes et libéraux subséquents. Les Néo-démocrates instaurent aussi une plus grande transparence démocratique avec la transcription Hansard des débats à l'Assemblée législative.
Du point de vue social, le gouvernement Barrett bannie les châtiments corporels à l'école dès 1973. Ils bannissent aussi les toilettes payantes, lance Pharmacare, augmente le salaire minimum, préserve Cypress Bowl pour les activités touristiques, établissent le British Columbia Ambulance Service (en), adopte un Code du droit humain, des lois de protection pour les consommateurs et l'introduction de cours d'immersion en français à l'école,.
Les Néo-démocrates introduisent aussi une taxe de redevance sur les minéraux (mineral royalties tax) qui enflamme l'industrie minière et contribue à la mobilisation menant à la défaite à l'élection de 1975.

### Retour dans l'opposition
Déclenchant une élection anticipée en 1975, il perd face aux Créditiste menés par Bill Bennett. La campagne de Bennett repose sur des attaques contre la gestion financière de la province sous la gouverne des Néo-démocrate. Barret devient alors chef de l'opposition officielle et, malgré la défaite, demeure chef du parti jusqu'en 1984.
Le 6 octobre 1983, il est expulsé de l'Assemblée législative par le sergent d'arme durant un débat acrimonieux concernant le programme d'austérité du gouvernement créditiste. Il est alors banni du parlement pour quelques mois et ceci représente le premier incident de l'histoire parlementaire britanno-colombienne où les forces de sécurité doivent intervenir pour sortir un membre de la chambre.

### Politique fédérale
Élu député néo-démocrate d'Esquimalt—Juan de Fuca en 1988, il se présente à la course à la direction du parti (en) en 1989. Il termine en deuxième position après quatre tours derrière Audrey McLaughlin. Durant la course, Simon De Jong, rival de Barrett, offre de lui donner son appui en échange du poste de whip. La controverse survient alors que De Jong avait oublié porter un micro pour un documentaire de la CBC lors d'une conversation de coulisse. Barrett prétend durant la course que le parti doit se soucier de la Western alienation (en) plutôt que focusser son attention sur le Québec. Le groupe représentant le Québec au sein du parti s'oppose fortement à la candidature de Barrett et Phil Edmonston, futur député québécois, menace de démissionner si Barrett est élu.
Pendant les tentatives de négociations constitutionnelle, Barrett s'oppose à l'Accord du Lac Meech de 1987, mais endosse l'accord de Charlottetown de 1992 en accord avec la position du parti. Il indiquera plus tard que le soutien du parti à l'accord était une erreur.
Il perd son siège de député lors de l'élection de 1993 face au réformiste Keith Martin.

### Dernières années
De 1998 à 2000, il préside deux commissions d'enquête nommées The Commission of Inquiry into the Quality of Condominium Construction in British Columbia sur la problématique concernant les condos en Colombie-Britannique,.
En 2005, il est fait officier de l'ordre du Canada, ainsi que membre de l'ordre de la Colombie-Britannique en 2012.
Retiré de la vie publique pour raisons de santé en 2010, une annonce sur son atteinte de la maladie d'Alzheimer est faite en 2014. Barrett meurt dans un centre de soins de Victoria en février 2018 à l'âge de 87 ans. Des funérailles d'État sont faites pour l'ancien premier ministre à l'université de Victoria.

## Distinctions
- Officier de l'Ordre du Canada